# El Ordial
El Ordial település Spanyolországban, Guadalajara tartományban. El Ordial Arroyo de las Fraguas, La Huerce, Condemios de Arriba, Bustares, Las Navas de Jadraque, Semillas és Tamajón községekkel határos. Lakosainak száma 36 fő (2024).

## Népesség
A település népessége az utóbbi években az alábbiak szerint változott:
| Lakosok száma | 53   | 48   | 44   | 41   | 37   | 33   | 29   | 29   | 37   | 36   |
|               | 2001 | 2004 | 2006 | 2009 | 2011 | 2014 | 2016 | 2019 | 2021 | 2024 |